# Леонтьев, Игорь Фёдорович
Игорь Федорович Леонтьев (Igor Leontjev, Igors Leontjevs; род. 12 октября 1957, Рига) — российско-латвийский художник, полистилист. Член Союза художников Латвии.

## Биография
Учился в Рижской Художественной школе им. Я. Розенталя, 1976 (Рига), поступил в ЛХА (Latvijas Mākslas akadēmija) (Рига, Латвия) Латвийская академия художеств в 1978 году, но после первого курса был отчислен её из-за давления КГБ Латвийской ССР за интерес и распространение среди друзей произведений Александра Солженицина, Иосифа Бродского и иных писателей диссидентов, а также к периодике «самиздата». Также занимался у педагогов Виталия Борисовича Каркунова и Абрама Зиновьевича Быкова в частных художественных студиях. В 1988 году вместе с рижскими художниками Михаилом Рамусом и Владимиром Павловым организовал союз-группу художников «Свободное искусство».
Участвовал в латвийских, а также международных выставках (США, Австрия, Россия). Сотрудничает с австрийской галереей Der Kunstraum, начиная с 1999 года. Несколько картин проданы в 2000—х годах на аукционе Доротеум. В 1991 году получил первую премию на международной выставке «Золотая кисть», которая проходила в Москве. Оформлял книги и рисовал иллюстрации к книгам в жанре фантастики для рижского книжного издательства «Полярис». Картины Игоря Леонтьева находятся во множестве частных коллекциях в Латвии, Германии, России, Австрии, Израиле, США, Швейцарии, а также в галерее «Der Kunstraum» (Вена) и музее Оскара Кокошки (Пёхларн, Австрия).

## Выставки

### Персональные выставки
- 2019 — «Возвращение» (библиотека им. М. Ю. Лермонтова)
- 2019 — Персональная выставка в галерее Кунстраум (Der Kunstraum) (Вена, Австрия)
- 2018 — «Возвращение в город сновидений» (Москва, «Винзавод»)
- 2017 — Персональная выставка в честь шестидесятилетия автора (Псков, галерея «Дар»)
- 2017 — Персональная выставка в честь шестидесятилетия автора (Вена, галерея «Stilgalerie»)
- 2016 — Персональная ретроспективная выставка (Рига, галерея «Антонияс»)
- 2015 — персональная выставка (Вена, галерея Хуберта Тхурнхофера)
- 2013 — персональная выставка «Вена город художников» (Вена, галерея Хуберта Тхурнхофера)
- 2009 — Галерея «Antonias». Рига. «Dream city»
- 2002 — «Живопись» (Рига, дом Черноголовых)
- 2000 — Институт практической психологии. Рига
- 2001 — Галерея-AtelierT. Вена. Австрия
- 1998 — «Гарант». Совместная выставка с Н. Бессоновой (Вена)
- 1998 — галерея «Нелия». Рига
- 1998 — «Птицы и рыбы». Совместно с Н. Бессоновой (Рига. галерея «Нелия»)
- 1997 — Галерея «Дзинтарс». Рига
- 1997 — Страховая компания «Нью Ре» галерея Женева. Швейцария
- 1997 — Галерея «Ригас Вини». Рига
- 1997 — Галерея «Голдшмидхаус» Гилзенкирхен, Германия. Совместно с Н. Бессоновой
- 1996 — Галерея «София» Германия, Гелзенкирхен
- 1991 — Русский культурный фонд галерея. Рига

### Групповые выставки
- 2019 — «Летнее настроение» (Москва, галерея «Арткоробка»)
- 2019 — Выставка абстрактного искусства «Арттабс» (Москва, галерея «Арткоробка»)
- 2019 — «Столичные артсезоны. Весна» (Москва, галерея «Арткоробка»)
- 2018 — «Столичные Арт Сезоны» (Москва, галерея «Арткоробка»)
- 2018 — Выставка в галерее Кунстраум, Вена, Австрия
- 2017 — Выставка посвященная Сергею Параджанову (Москва, галерея «Арткоробка»)
- 2015—2017. Выставка в Kunstraum Hubert Thurnhofer Galleri/Wien
- 2008—2015 постоянное участие в выставках Atelier T Hubert Thurnhofer Galleri/Wien
- 2011 — участие в Арт Инсбрук. Австрия
- 2008 — «The Color Orange» Atelier T Hubert Thurnhofer Galleri/Wien
- 2008 — Выставка посвященная памяти учителя Абрама Быкова (Рига, галерея «Нелия»)
- 2008 — Галерея «LAPIS». США, Денвер
- 2007 — осенняя интернациональная выставка в галерее AtelierT, Вена, Австрия
- 2007 — Выставка «Генезис» в Museum der Stadt Bad Ischl Австрия
- 2007 — АРТ ИННСБРУК 2007 Австрия
- 2005 — Коллективнгая выставка в галерее AtelierT. Вена. Австрия
- 2004 — Выставка произведений латвийских художников посвященная вступлению Латвии в ЕС в музее «Хорст Шлос» Германия
- 2004 — «Болгария глазами Латвийских художников» (Рига, Дом Москвы)
- 2003 — «Руденс-2003» (Рига, Государственный художественный музей Латвии)
- 2003 — Осенняя выставка Русских Латвийских художников (Рига, галерея «Нелия»)
- 2003 — «Абстракционизм в Латвийской Живописи» (Рига, Государственный музей Латвии)
- 2000—2006 — Международный проект посвященный книге Бытия «Генезис» (Австрия)
- 2002 — «Руденс» (Рига, Государственный художественный музей Латвии)
- 1997 — «Арт Експо» (Нью Йорк)
- 1996 — «Искусство диаспоры» (Государственный художественный музей Латвии «Арсенал»)
- 1995 — «Сюрреализм в творчестве Латвийских художников» (Рига, Русский культурный фонд)
- 1994 — «Рождественская выставка» (Рига, Посольство России в Латвии)
- 1993 — «Искусство Русских художников» (Рига, Посольство России в Латвии)
- 1993 — «Золотая кисть» (Москва, ЦДХ)
- 1993 — «Латвийские Художники» (Германия, галерея «София»)
- 1992 — «Артмиф» Международный фестиваль Искусств «МАНЕЖ» (Москва)
- 1992 — «Латвийское искусство» (Берлин)
- 1991 — «ЗОЛОТАЯ КИСТЬ» (Москва, ЦДХ)
- 1991 — «Преображение» (Москва, Дворец молодёжи)
- 1991 — «Латвийские художники» Вельвер, Германия
- 1989 — «Артконтакт» Всесоюзный художественный проект (Рига, Дом культуры железнодорожников)
- 1989 — «Художник и религия» (Рига-Москва)
- 1988 — «Свободное Искусство» (Рига, Ригас Модес)
- 1987 — Первая выставка совместно с художниками А, Алекперовым и Г.Хуцкивадзе (Рига, Дом культуры железнодорожников)

### Аукционы
- 2007 — Благотварительный аукцион для детского дома «12 стульев» Латвия, Рига
- 2002 — «Доротеум» Вена, Австрия «Русское искусство» «Портрет Ольги» — продана
- 2001 — «Доротеум» картина «Хозяйка Медной Горы» — продана с аукциона
- 2000 — «Доротеум» картина «Золотая рыбка» — продана с аукциона

### Призы
- 1991 — Одна из первых премий на международном художественном проекте «Золотая кисть» в ЦДХ, Москва